# Comuna de Czarny Dunajec
Czarny Dunajec (polaco: Gmina Czarny Dunajec) é uma gminy (comuna) na Polónia, na voivodia de Pequena Polónia e no condado de Nowotarski. A sede do condado é a cidade de Czarny Dunajec.
De acordo com os censos de 2004, a comuna tem 21 015 habitantes, com uma densidade 96,2 hab/km².

## Área
Estende-se por uma área de 218,34 km², incluindo:
- área agricola: 74%
- área florestal: 15%

## Demografia
Dados de 30 de Junho 2004:
|                      | Total   | Total | Mulheres | Mulheres | Homens  | Homens |
| -------------------- | ------- | ----- | -------- | -------- | ------- | ------ |
|                      | pessoas | %     | pessoas  | %        | pessoas | %      |
| População            | 21 015  | 100   | 10 696   | 50,9     | 10 319  | 49,1   |
| Densidade (pop./km²) | 96,2    | 100   | 49       | 49       | 47,3    | 47,3   |

De acordo com dados de 2002, o rendimento médio per capita ascendia a 1196 zł.

## Subdivisões
- Chochołów, Ciche, Czarny Dunajec, Czerwienne, Dział, Koniówka, Odrowąż, Piekielnik, Pieniążkowice, Podczerwone, Podszkle, Ratułów, Stare Bystre, Wróblówka, Załuczne.

## Comunas vizinhas
- Biały Dunajec, Jabłonka, Kościelisko, Nowy Targ, Poronin, Raba Wyżna, Szaflary.